# كاتلين باسيت
كاتلين باسيت (بالإنجليزية: Caitlin Bassett)‏ هي لاعبة كرة الشبكة أسترالية، ولدت في 23 مايو 1988.

## روابط خارجية
- كاتلين باسيت على موقع اتحاد ألعاب الكومنولث (مؤرشف) (الإنجليزية)